# Thagria captiuncula
Thagria captiuncula är en insektsart som beskrevs av Nielson 1977. Thagria captiuncula ingår i släktet Thagria och familjen dvärgstritar. Inga underarter finns listade i Catalogue of Life.